# Vicente Carrillo Fuentes
Vicente Carrillo Fuentes (Navolato, Sinaloa, 16 de octubre de 1962) conocido como El Viceroy, es un exnarcotraficante mexicano que lideró el Cártel de Juárez después de la muerte de su hermano Amado Carrillo en 1997, hasta su captura en 2014.
El 27 de febrero de 2025, fue extraditado a Estados Unidos junto a otros 28 narcotraficantes, entre ellos Rafael Caro Quintero y Miguel Treviño Morales.

## Primeros años
Vicente Carrillo Fuentes nació el 16 de octubre de 1962 en el rancho El Guamuchilito, en Navolato, Sinaloa. Es el cuarto hijo del matrimonio entre Vicente Carrillo Vega y Aurora Fuentes López. Tuvo siete hermanos: Angélica, Amado, Cipriano, Guadalupe, Alberto, Rodolfo y José Cruz Carrillo Fuentes. Todos son sobrinos de Ernesto Fonseca Carrillo, exfundador del Cártel de Guadalajara.

## Líder del Cártel de Juárez
Vicente Carrillo se convirtió en el líder del Cártel de Juárez el 4 de julio de 1997, tras la muerte de su hermano Amado Carrillo en la Ciudad de México cuando se sometió a una cirugía plástica para modificar su rostro. Vicente formó una sociedad con Juan José Esparragoza Moreno, su hermano Rodolfo Carrillo Fuentes, su sobrino Vicente Carrillo Leyva, Ricardo García Urquiza y los hermanos Beltrán Leyva. Mantuvo en servicio a varios lugartenientes formalmente bajo su hermano, como Arturo "El Chacky" Hernández.
Sin embargo, la relación entre el clan Carrillo Fuentes y los demás miembros de la organización se volvió inestable hacia finales de la década de 1990 y principios de la década de 2000. En 2001, después de la fuga de prisión de Joaquín Guzmán Loera, muchos de los miembros del Cártel de Juárez desertaron al Cártel de Sinaloa liderado por Guzmán.
En 2004, Rodolfo Carrillo fue asesinado afuera de una sala de cine, supuestamente Guzmán Loera ordenó el crimen. Vicente Carrillo respondió haciendo asesinar en prisión al hermano de Guzmán, Arturo Guzmán Loera El Pollo. Esto desató una guerra territorial; sin embargo, parecía que la guerra entre los dos estaba en suspenso durante 2005 y 2006 porque el Cártel de Sinaloa estaba involucrado en una guerra viciosa con su entonces rival, el Cártel del Golfo. Durante este tiempo, el liderazgo del cártel estaba entre Vicente Carrillo y Ricardo García Urquiza, quien fue arrestado en noviembre de 2005. El cártel se había dividido entre los grupos leales a la familia Carrillo y los grupos leales a Juan José Esparragoza Moreno y al Cártel de Sinaloa de Guzmán Loera.
El Cártel de Juárez, bajo el control de Vicente Carrillo Fuentes y su sobrino Vicente Carrillo Leyva, se vio sometido a una gran presión por parte de las autoridades quiénes llevaron a cabo el Operativo Conjunto Chihuahua en el que la organización se vio penetrada por las fuerzas del orden. Esto, sumado a los constantes conflictos con el Cártel de Sinaloa, llevaría posteriormente al declive del poderoso cártel.

## Cargos criminales
Carrillo Fuentes fue acusado en una acusación formal de cuarenta y seis cargos en el Distrito Oeste de Texas por continuar con su actividad criminal, importación y posesión con la intención de distribuir cocaína y marihuana, conspiración para importar y poseer con la intención de distribuir cocaína y marihuana, así como por lavado de dinero, manipulación de un testigo, ordenar el asesinato intencional de personas para evitar que comuniquen información a las fuerzas del orden de los EE. UU. y asesinato en cumplimiento de una actividad criminal continua. El Departamento de Estado de los Estados Unidos ofreció una recompensa de hasta $5 millones de dólares por información que conduzca al arresto y/o condena de Vicente Carrillo Fuentes.

### Sanción de la Ley Kingpin
El 1 de junio de 2000, el Departamento del Tesoro de los Estados Unidos sancionó a Carrillo Fuentes en virtud de la Ley de Designación de Cabecillas Extranjeros del Narcotráfico (a veces denominada simplemente como la "Ley Kingpin"), por su participación en el tráfico de drogas junto con otros once delincuentes internacionales. La ley prohibía a los ciudadanos y empresas estadounidenses realizar cualquier tipo de actividad comercial con él, y prácticamente congeló todos sus activos en los Estados Unidos.

## Arresto y condena
Carrillo Fuentes fue arrestado en un operativo conjunto del Ejército Mexicano y la Policía Federal en Torreón, Coahuila el 9 de octubre de 2014. Luego fue enviado a la Ciudad de México y trasladado a las instalaciones federales de la SEIDO, donde dio una declaración formal.Dos días después, fue acusado formalmente de tráfico de drogas y delitos de crimen organizado. El 14 de octubre de 2014, Carrillo Fuentes fue trasladado al Centro Federal de Readaptación Social n.º 2 , una prisión federal de máxima seguridad (comúnmente conocida como "Puente Grande"), en el estado de Jalisco. Ese mismo día, fue acusado formalmente por un tribunal federal en Jalisco por violar la Ley Federal de Armas de Fuego y Explosivos de México.
El 14 de septiembre de 2021, un Tribunal Mexicano condenó a Fuentes a 28 años de prisión por los delitos de delincuencia organizada, operaciones con recursos de procedencia ilícita y acopio de armas de fuego. Sin embargo, en octubre de 2022, la Fiscalía General de la República (FGR) obtuvo una nueva sentencia contra Vicente Carrillo por delitos contra la salud, acumulado así un total de 48 años de prisión, lo que equivale a una cadena perpetua debido a la edad (60 años) que tenía cuando fue condenado.

## En la cultura popular
Un personaje basado en Vicente Carrillo Fuentes apareció en la serie de televisión de 2017 El Chapo interpretado por Paul Choza. Vicente Carrillo Fuentes es interpretado por Fernando Bonilla en la tercera temporada de la serie de Netflix Narcos: México.